# Mentuhotep IV
Nebtawyre Mentuhotep IV là vị pharaon cuối cùng thuộc Vương triều thứ 11 của Ai Cập cổ đại thuộc thời kì Trung Vương quốc (cai trị: 1998-1991 TCN), ông chỉ ở ngôi vua được 7 năm.

## Những dòng chữ khắc đá
Ông chỉ được biết đến từ một vài chữ khắc ở Wadi Hammamat ghi lại cuộc viễn chinh khu vực ven bờ Biển Đỏ và việc khai thác mỏ đá cho các lăng tẩm của hoàng gia. Có vẻ như ông là một người con của vị vua tiền nhiệm.
Ngoài ra, ông còn được chứng thực bởi những dòng chữ khắc ở Wadi el-Hudi, dưới sự lãnh đạo của tể tướng Antef. Một dòng chữ khác có liên quan cũng được tìm thấy ở Ayn Souchna. Những địa điểm này là bến cảng được xây dựng cho các cuộc viễn chinh đến Sinai.
Mặc dù vương triều của Mentuhotep khá mịt mù (ông vắng mặt trong các danh sách các vua chính thức tại Abydos), những dòng chữ khắc lại cho thấy quá trình tổ chức và chuẩn bị cho một chuyến viễn chinh lớn dưới vương triều của ông. Người lãnh đạo cuộc viễn chinh đến Wadi Hammamat trong năm thứ hai dưới vương triều Mentuhotep IV là vị tể tướng Amenemhat, người được cho là vị vua tương lai Amenemhat I, vị vua đầu tiên của vương triều thứ 12, và cũng là người kế vị trực tiếp của Mentuhotep.
Một mảnh của chiếc bát đá được tìm thấy ở phía Bắc Lisht có mặt ngoài được chạm tước hiệu chính thức của Mentuhotep IV, và ở mặt trong là tước hiệu của vua Amenemhat I, người kế tục ông. Bởi vì hai chữ khắc được chạm khắc theo cách viết khác nhau, theo Dorothea Arnold, điều này chỉ ra rằng Amenemhat có thêm tên mình vào sau khi mà nó đã được mang tên của Mentuhotep IV.

## Kết thúc vương triều
Một số nhà Ai Cập học đã có giả thuyết cho rằng Amenemhat đã cướp ngôi vua hoặc là lên nối ngôi sau khi Mentuhotep IV qua đời vì không có con cái. Hiện nay không có bằng chứng khảo cổ học hoặc văn bản nào chứng minh rằng Mentuhotep đã bị viên tể tướng của ông lật đổ hoặc rằng ông đã chọn Amenemhat là người kế vị của mình. Xác ướp của ông cũng như nơi chôn cất của ông vẫn chưa được tìm thấy.